# União Futebol Clube (Figueira de Lorvão)
O União Futebol Clube é um clube português, mais conhecido por União FC., localizado na freguesia de Figueira de Lorvão, município de Penacova, distrito de Coimbra. O clube foi fundado em 1971 e o seu presidente atual chama-se Pedro Assunção.

## Ligas
- 2005-2006 - Divisão de Honra (Associação de Futebol de Coimbra)

## Campo de Jogos
Campo da Feira Nova (Lotação: 1000 espectadores)

## Marca do equipamento
Legea

## Patrocínio
Garrafeira de Penacova